# Dangerous Type
Dangerous Type (с англ. — «Опасный Тип») — песня американской рок-группы The Cars, одиннадцатый трек с альбома Candy-O.

## О песне
Основной гитарный рифф, на котором сосредоточена "Dangerous Type", напоминает песню T. Rex "Bang a Gong". В песне Рик Окасек исполняет ведущий вокал. Критик AllMusic Том Магиннис сравнил песню с "All Mixed Up", треком с одноимённого дебютного альбома The Cars, поскольку оба они были финальными треками, причём оба трека "демонстрируют череду грандиозных изменений аккордов, поскольку вся звуковая палитра группы в конечном итоге заполняет ленту до отказа для большого финала"
Хотя "Dangerous Type" так и не была выпущена в качестве сингла, с тех пор песня стала любимой фанатами. Она появилась на многочисленных сборниках, среди которых Just What I Needed: The Cars Anthology и Complete Greatest Hits.

## Приём
"Dangerous Type" получил положительный приём от музыкальных критиков. Критик AllMusic Грег Прато сказал, что это одна из "множества других выдающихся песен [помимо "Let’s Go" на Candy-O], которые можно найти", и назвал трек изюминкой Candy-O. Том Магиннис сказал: ""Dangerous Type" — это идея "музыкальной эпопеи" The Cars, и продолжил: "После невероятно заразительного ведущего сингла "Let’s Go", "Dangerous Type" станет вторым по величине хитом альбома". В примечаниях к Just What I Needed: The Cars Anthology Бретт Милано сказал: ""Let’s Go" и "Dangerous Type" [выделялись] как лучшие из песен [Рика] Окасека о загадочных женщинах".

## Каверы
- В 1996 году Letters to Cleo[англ.] записали кавер-версию песни "Dangerous Type" для фильма "Колдовство".
- Кавер-версия песни была сделана Джонни Монако для трибьют-альбома Substitution Mass Confusion: A Tribute to The Cars.

## Участники записи
- Рик Окасек — ритм-гитара, вокал
- Эллиот Истон — соло-гитара, бэк-вокал
- Грег Хоукс — клавишные, перкуссия, бэк-вокал
- Бенджамин Орр — бас-гитара, бэк-вокал
- Дэвид Робинсон — ударные, перкуссия